# Transporte en Corea del Sur
El transporte en Corea del Sur consiste en extensas redes de ferrocarril, carreteras, rutas de autobuses, servicios de ferry y rutas aéreas que atraviesan el país. Corea del Sur es el tercer país del mundo en operar un tren comercial maglev.

## Historia
El desarrollo de la infraestructura moderna comenzó con el primer Plan de Desarrollo Quinquenal (1962–66), el cual incluyó la construcción de 275 kilómetros de ferrocarriles y varios proyectos de pequeñas autovías. La construcción de la Autopista Gyeongbu, que conecta las dos principales ciudades de Seúl y Busan, se completó el 7 de julio de 1970.
La década de 1970 vio un mayor compromiso con las inversiones en infraestructura. El tercer Plan de Desarrollo Quinquenal (1972–76) agregó el desarrollo de aeropuertos y puertos marítimos. El sistema de metro se construyó en Seúl, mientras que la red de carreteras se amplió en 487 km y se iniciaron importantes proyectos portuarios en Pohang, Ulsan, Masan, Incheon y Busan.
La red ferroviaria experimentó mejoras en la década de 1980 con la electrificación y proyectos de vías adicionales. La velocidad de operación también se incrementó en las principales líneas. Aunque el ferrocarril era aún más útil para el transporte de carga, el tráfico de pasajeros también estaba creciendo. En 1988 había 51,000 kilómetros de carreteras. La red de autopistas se expandió para conectar más ciudades importantes y alcanzó una longitud combinada de 1,539 kilómetros antes del final de la década.

## Ferrocarril

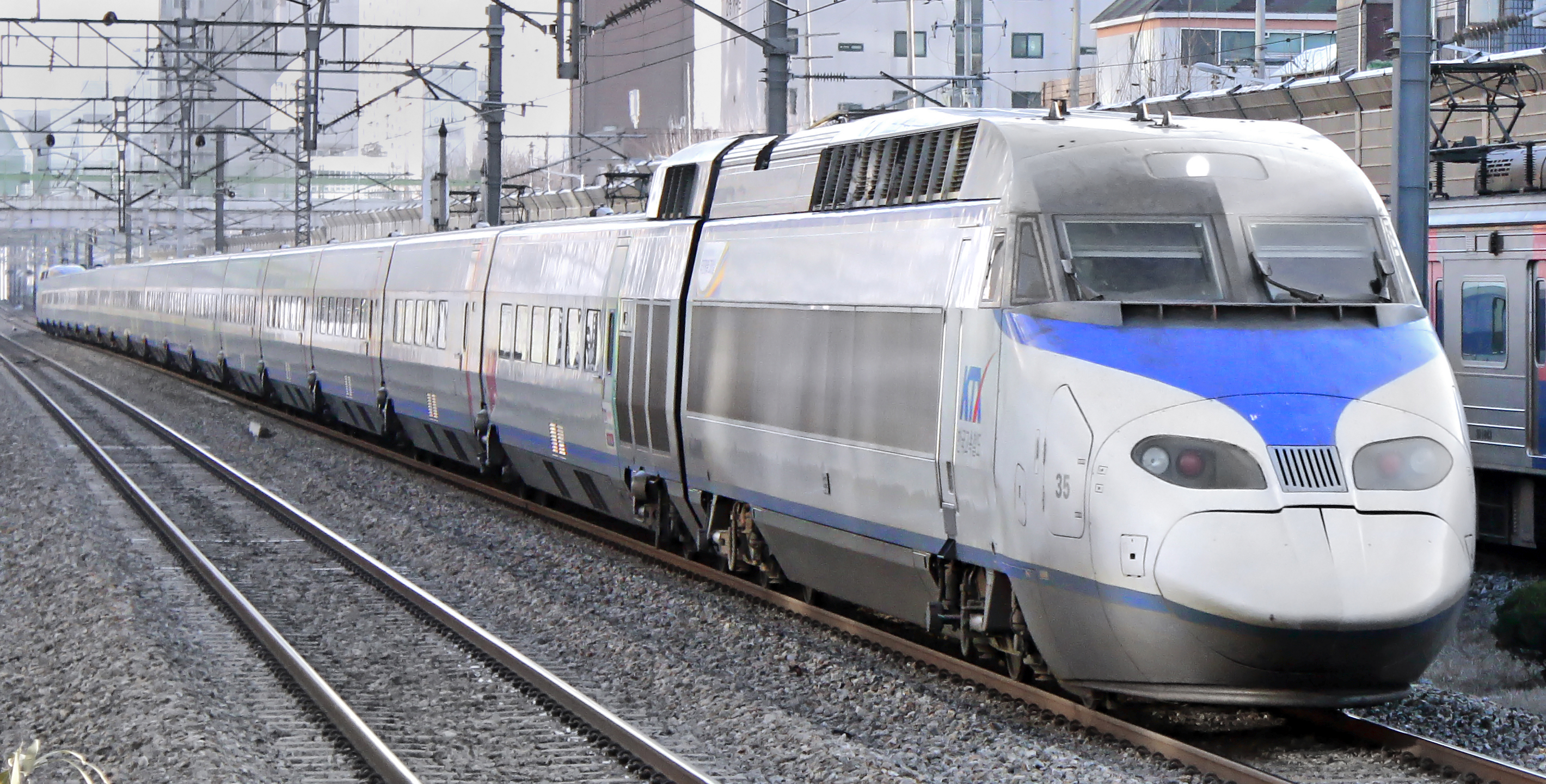
Tren KTX

El mayor operador ferroviario es Korail. Siendo la red ferroviaria administrada por la Autoridad de la Red Ferroviaria de Corea.
Korea Train Express comenzó a funcionar en abril de 2004, como el primer servicio de alta velocidad de Corea. Los trenes ITX-Saemaeul y Mugunghwa-ho prestan los servicios interurbanos. ITX-Saemaeul generalmente se detiene menos que Mugunghwa-ho. Se detienen en todas las estaciones y la reserva de asientos no está disponible. En las rutas donde opera el KTX, el transporte aéreo disminuyó significativamente debido a que menos pasajeros eligen volar y las aerolíneas ofrecen menos vuelos.
El servicio de tren Nuriro funciona entre la ruta Seúl-Sinchang y otras líneas. Nuriro Train atiende a los viajeros de toda el área metropolitana de Seúl, proporcionando un tiempo de viaje más corto que el metro de Seúl. Los trenes rápidos tienen el mismo costo y reserva de asiento que Mugunghwa-ho. Korail tiene planeado expandir el área de servicio.

### Metro
Las seis ciudades más grandes de Corea del Sur: Seúl, Busan, Daegu, Gwangju, Daejeon e Incheon, todas tienen sistemas de metro, siendo el de Seúl el más antiguo del país, abriendo la primera línea desde la Estación de Seúl hasta Cheongnyangni en 1974.

## Tranvías
La primera línea de tranvía en Seúl comenzó a funcionar entre Seodaemun y Cheongnyangni en diciembre de 1898. La red se expandió para cubrir toda el área del centro (distritos de Jung-gu y Jongno-gu), así como los vecindarios circundantes, incluido Cheongnyangni en el este, Mapo- gu en el oeste, y Noryangjin cruzando el río Han hacia el sur.
Las redes alcanzaron su punto máximo en 1941, pero fueron abandonadas a favor de los automóviles y el desarrollo de un sistema de metro en 1968. Las líneas 1 y 2 del metro de Seúl siguen las antiguas rutas de tranvías a lo largo de Jongno y Euljiro, respectivamente.

## Autobuses

### Servicios regionales

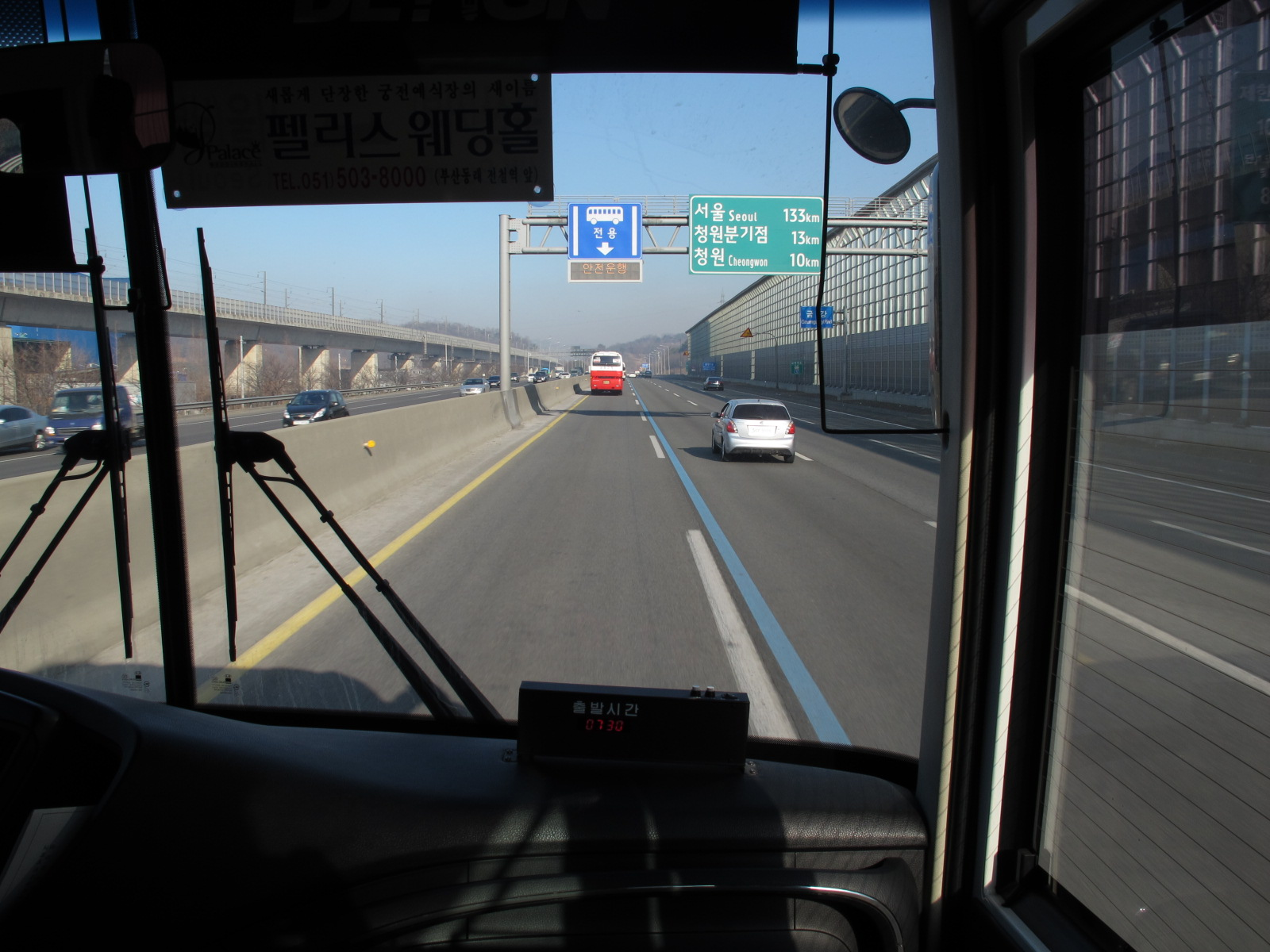
Carril del autobús de la autopista en la autopista de Gyeongbu en Corea del Sur.

El servicio regional de autobuses atiende a prácticamente todas las ciudades de Corea del Sur de todos los tamaños. Las rutas regionales se clasifican como autobús gosok (고속 버스, autobús rápido de "alta velocidad"), los cuales operan en distancias más largas y hacen la menor cantidad de paradas en la ruta (en caso de haberlas), o autobús sioe (시외 버스, autobús "de cercanías" interurbano), los cuales generalmente operan en distancias más cortas, son algo más lentos y hacen más paradas. Desde Seúl, la principal estación es la Terminal de Autobuses Expresos.

### Servicios locales

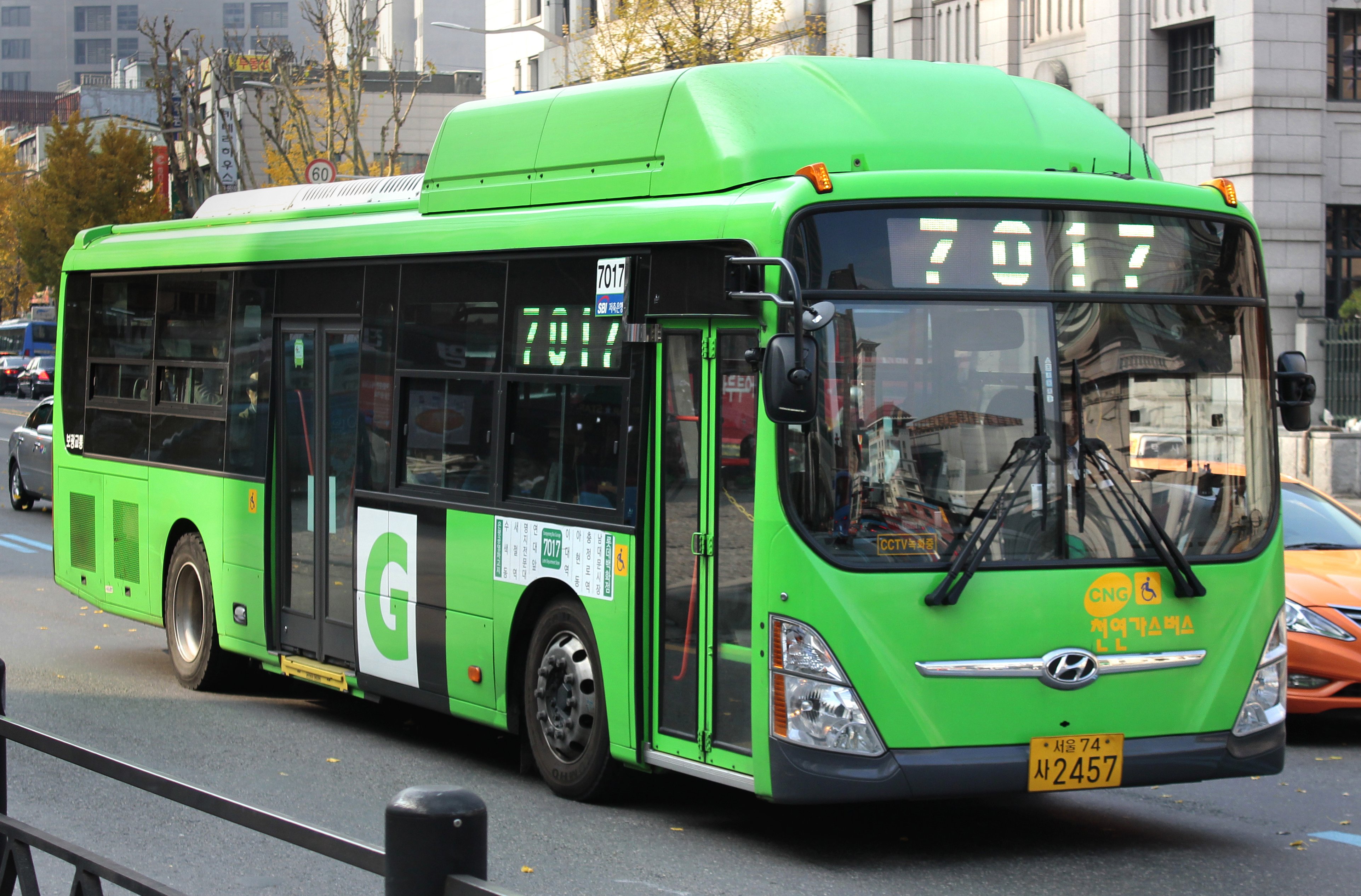
Bus local en Seúl

Dentro de las ciudades y pueblos, en general operan dos tipos de autobuses urbanos: jwaseok (좌석) y dosihyeong (도시형) o ipseok (입석). Ambos tipos de autobuses a menudo sirven las mismas rutas, hacen alrededor de las mismas paradas y operan en frecuencias similares, pero los autobuses jwaseok son más caros y ofrecen asientos cómodos, mientras que los autobuses doshihyeong son más baratos y tienen menos asientos y menos cómodos. Muchas ciudades y pueblos pequeños no tienen autobuses jwaseok y sus autobuses se llaman oficialmente nongeochon (농어촌, autobús de "área rural"). Los autobuses locales en Seúl y otras ciudades funcionan por colores: los autobuses azules cruzan toda la ciudad, los verdes significan que algunas de sus paradas están cerca de una estación de metro y los autobuses rojos salen de la ciudad.
Algunas ciudades tienen su propio sistema de clasificación de autobuses
| Tipo de bus                          | Seúl                                                                   | Busan                                                          | Daegu                                                                           | Daejeon                                                                                       |
| ------------------------------------ | ---------------------------------------------------------------------- | -------------------------------------------------------------- | ------------------------------------------------------------------------------- | --------------------------------------------------------------------------------------------- |
| Jwaseok (좌석)                       | Rápido: Gwangyeok (광역), rojo Principal: Ganseon (간선), azul         | Rápido: Geuphaeng (급행) Autocar: Jwaseok (좌석)               | Rápido: Geuphaeng (급행) Autocar: Ganseon jwaseok (간선 좌석)                   | Rápido: Geuphaeng (급행), rojo Principal: Ganseon (간선), azul                                |
| Doshihyeong (도시형) / Ipseok (입석) | Principal: Ganseon (간선), azul Secundarios: Jiseon (지선), verde      | Regular: Ilban (일반)                                          | Circulación: Sunhwan (순환) Principal: Ganseon (간선) Secundario: Jiseon (간선) | Principal: Ganseon (간선), azul Secundario: Jiseon (간선), verde.                             |
| Pueblo                               | Secundario: Jiseon (지선), verde Circulación: Sunhwan (순환), amarillo | Maeul-bus (마을 버스 también conocido como autobús del pueblo) | N / A                                                                           | Secundario: Jiseon (지선), verde Exterior: Oegwak (외곽), verde Pueblo: Maeul-bus (마을 버스) |

### Otros servicios

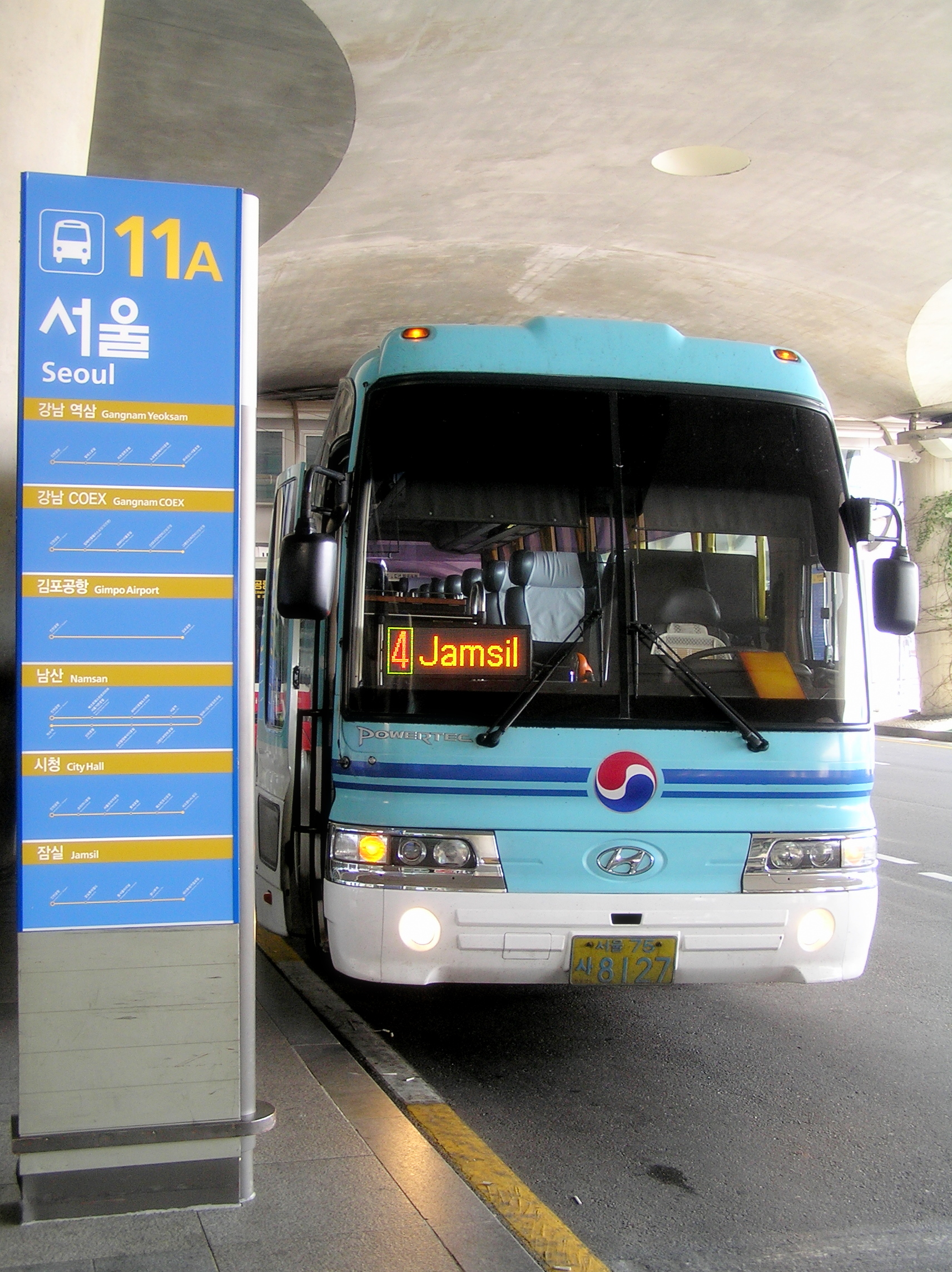
Un autobús limusina que sale de la estación de autobuses del aeropuerto internacional de Incheon

El aeropuerto internacional de Incheon cuenta con una extensa red de autobuses de alta velocidad que dan alcance a todo el país.
A principios de la década de 1990, muchos grandes almacenes operaban sus propias pequeñas redes de autobuses gratuitos para los compradores, pero la regulación gubernamental, confirmada por una decisión judicial el 28 de junio de 2001, prohibió a los grandes almacenes operar autobuses. Sin embargo, la mayoría de las iglesias, guarderías y escuelas privadas envían autobuses para recoger a sus congregantes, pacientes o alumnos.

## Carreteras

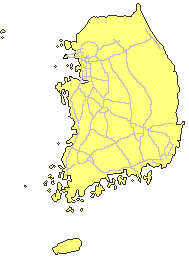
Arterias de autopista en Corea del Sur

Las carreteras en Corea del Sur se clasifican como autopistas (de peaje y sin peaje), carreteras nacionales y varias clasificaciones por debajo del nivel nacional. Casi todas las autopistas son de peaje y la mayoría son construidas, mantenidas y operadas por Korea Expressway Corporation (KEC).
La red de autopistas sirve a la mayoría de las partes de Corea del Sur. Los peajes se cobran utilizando un sistema electrónico de cobro de peajes. La KEC también opera áreas de descanso (restaurantes y servicios).
También hay varias carreteras de peaje financiadas de forma privada. La Autopista Nonsan-Cheonan, la Autopista Daegu-Busan, la Autopista del Aeropuerto Internacional de Incheon, la Autopista Seúl-Chuncheon y partes de la Autopista del Anillo de Seúl son concesiones totalmente financiadas y operadas de manera privada. La Autopista Donghae fue construida en cooperación entre la KEC y el Servicio Nacional de Pensiones.

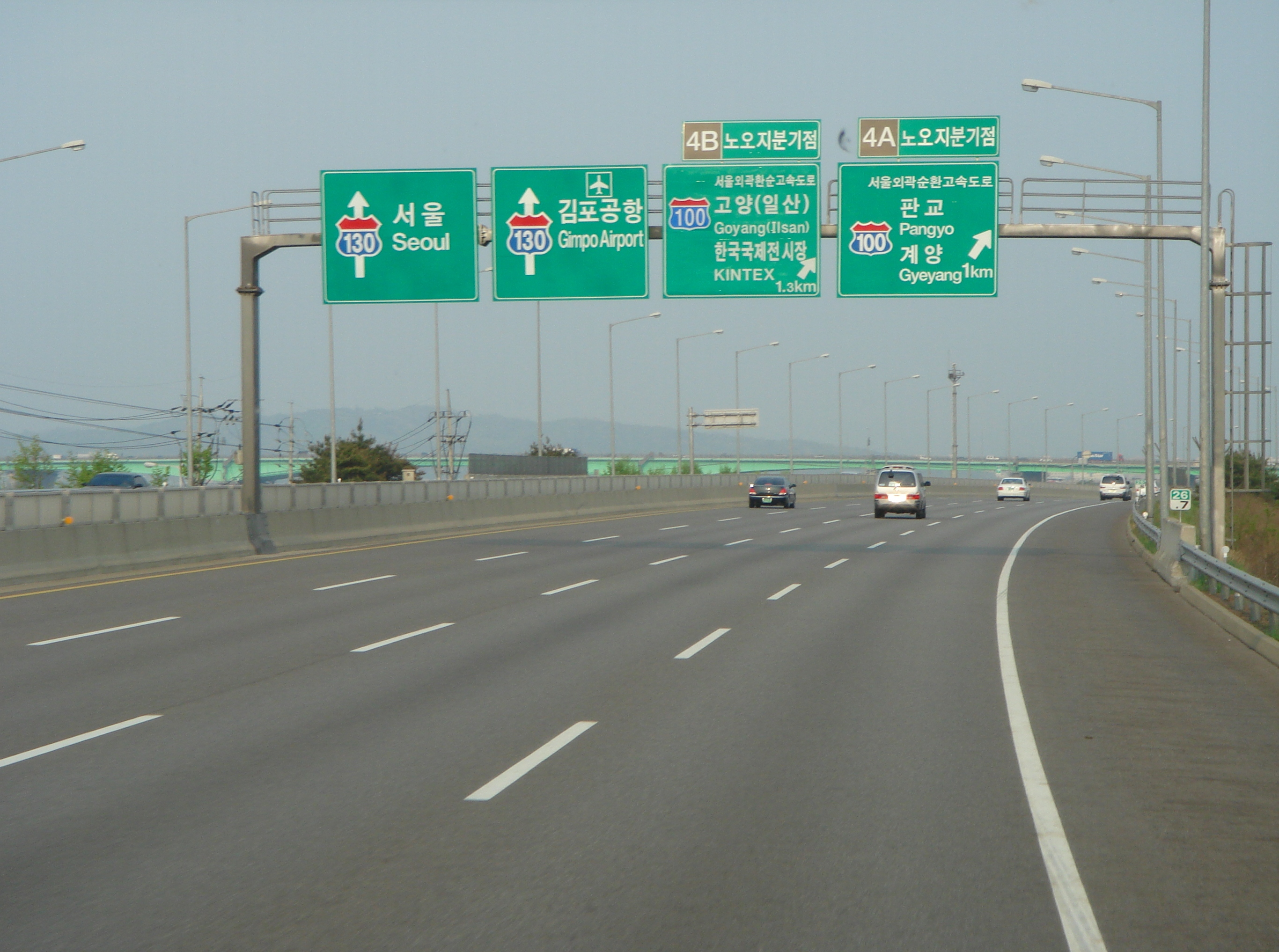
Yendo a Seúl desde el aeropuerto internacional de Incheon

La longitud total de la red de carreteras de Corea del Sur fue de 86,989 km en 1998. De esta cantidad, 1,996 km fueron autopistas y 12,447 km de carreteras nacionales. En 2009, la longitud combinada de las autopistas había alcanzado aproximadamente 3.000 km, en su mayoría igual a toda el área de Corea del Sur:
| Total (2014) | Autopistas | Carreteras nacionales | Pavimentado | Sin pavimentar |
| ------------ | ---------- | --------------------- | ----------- | -------------- |
| 105,672km    | 4,138km    | 13,708km              | 89,701km    | 8,218km        |

## Transporte naval
Prácticamente aislada del continente asiático, Corea del Sur es una nación marinera, con una de las industrias de construcción naval más grandes del mundo y un extenso sistema de servicios de ferry. Corea del Sur opera una de las flotas mercantes más grandes que sirven a China, Japón y Oriente Medio. La mayoría de los operadores de flotas son grandes conglomerados, mientras que la mayoría de los operadores de ferry son pequeños operadores privados.
Hay 1.609 km de vías navegables en Corea del sur, aunque su uso está restringido a pequeñas embarcaciones.

### Ferries

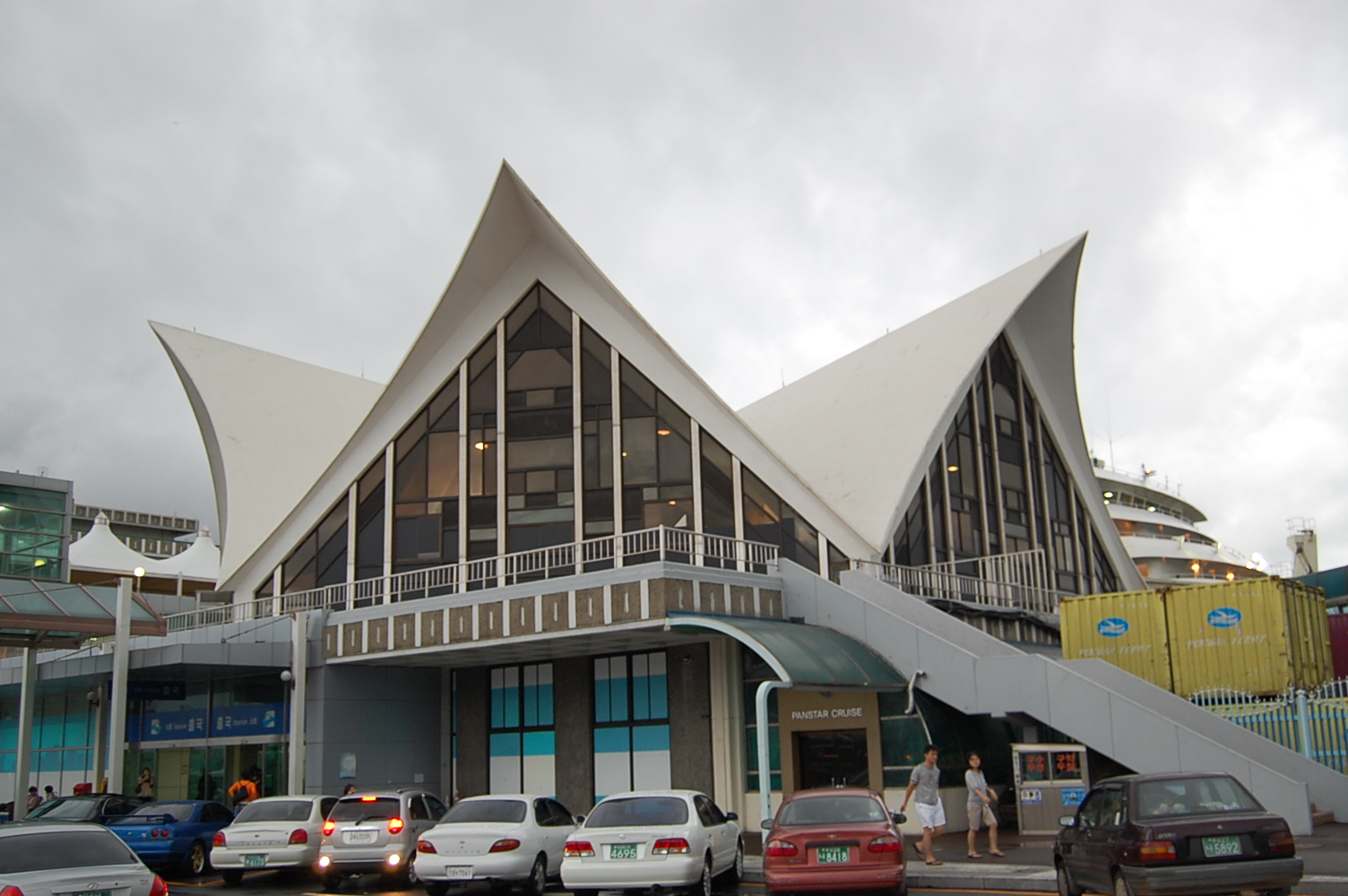
Terminal Internacional de Ferry de Busan

Las costas del sur y del oeste del país están dotadas de pequeñas islas que reciben servicio de ferry. Además, las islas más grandes de Jeju y Ulleung también son atendidas por ferry. Los principales centros de servicio de ferry incluyen Incheon, Mokpo, Pohang y Busan, así como China y Japón.

### Puertos
Las ciudades con los principales puertos son: Jinhae, Incheon, Gunsan, Masan, Mokpo, Pohang; Busan (Puerto de Busan), Donghae, Ulsan, Yeosu, Jeju.

### Marina Mercante
En 1999, había un total de 461 buques mercantes (1,000 TRB o más). Estos son divisibles por tipo de la siguiente manera:
- A granel: 98
- Cargo: 149
- Petrolero químico: 39
- Combinación a granel: 4
- Contenedor: 53
- Gas licuado: 13
- Portador de carga grande multifuncional: 1
- Pasajeros: 3
- Petrolero: 61
- Carga refrigerada: 26
- Roll-on / roll-off: 4
- Petrolero especializado: 4
- Transporte de vehículos: 6

## Transporte aéreo
Korean Air fue fundada por el gobierno en 1962 para reemplazar a Korean National Airlines y ha sido de propiedad privada desde 1969. Fue la única aerolínea de Corea del Sur hasta 1988. En 2008, Korean Air atendió a 2,164 millones de pasajeros, incluidos 1,249 millones de pasajeros internacionales.
Una segunda aerolínea, Asiana Airlines, se estableció en 1988 y originalmente sirvió a Seúl, Jeju y Busan a nivel nacional y a Bangkok, Singapur, Japón y Los Ángeles a nivel internacional. Para 2006, Asiana atendió a 12 ciudades nacionales, 66 ciudades en 20 países extranjeros para tráfico comercial y 24 ciudades en 17 países para tráfico de carga.
Las líneas aéreas combinadas de Corea del Sur actualmente prestan servicio a 297 rutas internacionales. Aerolíneas más pequeñas, como Air Busan, Jin Air, Eastar Jet y Jeju Air, brindan servicio nacional y rutas de Japón y Sudeste Asiático con tarifas más bajas.
Corea del Sur tiene el corredor aéreo de pasajeros más concurrido, medido por pasajeros por año. Más de diez millones de personas viajaron entre el Aeropuerto Internacional Gimpo de Seúl y Jeju solo en 2015. Como la competencia es feroz y los precios asequibles, la tendencia ha sido a que cada vez más viajeros usan esta ruta. Del mismo modo, los viajes aéreos también están creciendo entre Jeju y otros aeropuertos continentales. Se debate sobre un túnel submarino de Jeju que haría que muchos de estos vuelos nacionales fueran excesivos.
A lo largo de otras rutas, el transporte aéreo compite con el servicio ferroviario de alta velocidad KTX y ha disminuido en las décadas de 2000 y 2010.

### Aeropuertos
La construcción del aeropuerto más grande de Corea del Sur, el Aeropuerto Internacional de Incheon, se completó en 2001, a tiempo para la Copa Mundial de la FIFA 2002. Para 2007, el aeropuerto estaba atendiendo a 30 millones de pasajeros al año. El aeropuerto ha sido seleccionado como el "Mejor aeropuerto del mundo" durante cuatro años consecutivos desde 2005 por Airports Council International.
En Seúl también se encuentra el Aeropuerto Internacional de Gimpo (anteriormente Aeropuerto Internacional de Kimpo). Las rutas internacionales sirven principalmente a Incheon, mientras que los servicios domésticos utilizan principalmente Gimpo. Otros aeropuertos importantes se encuentran en Busan y Jeju.
Hay 103 aeropuertos en Corea del Sur y se clasifican de la siguiente forma:
Aeropuertos con pistas pavimentadas:
Total: 67  
-De más de 3,047 m: 1  
-De 2.438 a 3.047 m: 18  
-De 1.524 a 2.437 m: 15 
-De 914 a 1.523 m: 13  
-De menos de 914 m: 20  
Aeropuertos con pistas sin pavimentar:
Total: 36  
-De más de 3,047 m: 1  
-De 914 a 1.523 m: 3  
-De menos de 914 m: 32 (1999 est. )  
Helipuertos: 203